# Acanthochondria hoi
Acanthochondria hoi – gatunek widłonoga z rodziny Chondracanthidae. Nazwa naukowa tego gatunku skorupiaków została opublikowana w 2003 roku przez amerykańską biolog Juliannę E. Kalman.